# Igreja Luterana - Sínodo de Missouri
A Igreja Luterana - Sínodo de Missouri, ILSM, (em inglês, Lutheran Church - Missouri Synod) é a segunda maior denominação luterana dos Estados Unidos. Foi formada em 26 de abril de 1847, por imigrantes alemães nos Estados Unidos.

## História
´

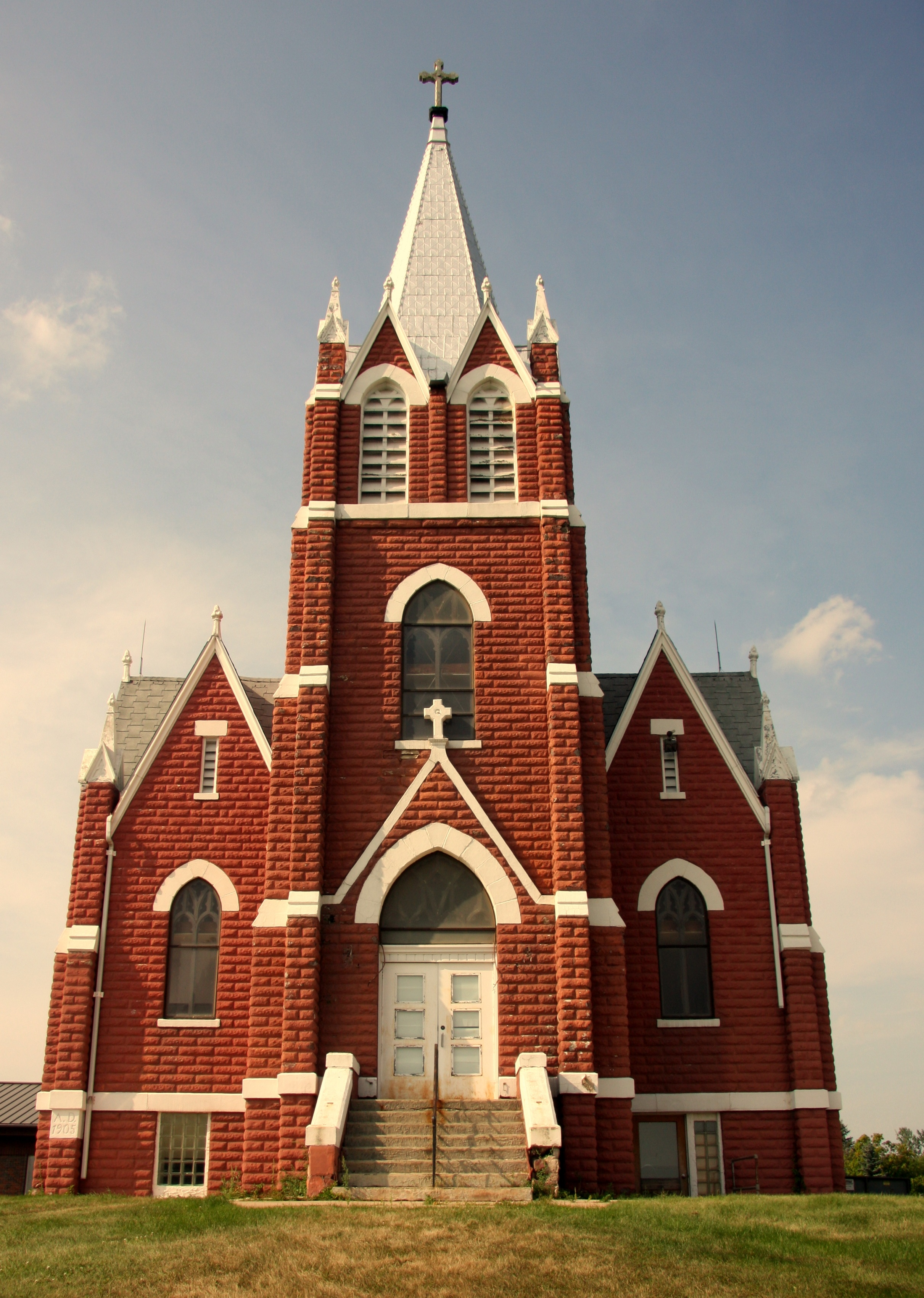
A histórica Igreja Luterana do North Rush River de 1905, comumente chamada de "Igreja Vermelha", em 2014, após o início dos trabalhos de demolição, perto de Baldwin, Wisconsin, Estados Unidos

A Igreja Luterana - Sínodo de Missouri foi constituída em formada em 26 de abril de 1847, quando grupos de imigrantes luteranos alemães se uniram nos Estados Unidos.
Desde então, a denominação cresceu e absorveu várias denominações luteranas menores.
O trabalho missionário resultou na fundação de várias outras denominações luteranas no mundo, como a Igreja Evangélica Luterana do Brasil.

## Demografia
| Ano  | Igrejas e congregações | Membros   |
| ---- | ---------------------- | --------- |
| 1925 | 3.849                  | 628.695   |
| 1946 | 4.064                  | 1.469.213 |
| 1965 | 5.639                  | 2.692.889 |
| 1970 | 5.690                  | 2.788.536 |
| 1990 | 5.296                  | 2.602.849 |
| 2010 | 6.158                  | 2.278.586 |
| 2020 | 5.976                  | 1.861.129 |
| 2021 | 5.914                  | 1.807.408 |
| 2022 | 5.826                  | 1.708.125 |

A denominação cresceu continuamente entre o ano de sua fundação e 1970, quando atingiu seu pico de número de membros (2.788.536). Depois disso, a denominação apresentou declínio lento, intercalado por alguns anos de crescimento e retorno ao declínio até 1996. Depois deste ano, o declínio de número de membros tornou-se constante e maior.
Em 2021, era formada por 5.914 igrejas e 1.807.408 membros.

## Doutrina
A ILSM subcreve o Credo dos Apóstolos, o Credo de Niceno-Constantinopolitano, o Credo de Atanásio e a Confissão de Augsburgo. A denominação é pedobatista, acredita na regeneração batismal, é majoritariamente amilenista.